# KNM-ER 62003, KNM-ER 62000 y KNM-ER 60000
KNM-ER 62003, KNM-ER 62000 y KNM-ER 60000 son los nombres de catálogo de tres fósiles encontrados en 2007, 2008 y 2009 respectivamente, en Koobi Fora, Kenia, y que se atribuyen a la especie Homo rudolfensis, con un antigüedad de 1,78 a 1,95 millones de años. Los respectivos descubridores fueron Robert Moru (62003), Elgite Lokorimudang (62000) y Cyprian Nyete (60000); dados, todos juntos, a conocer en una publicación de 2012 liderada por Meave Leakey.
Las iniciales KNM del nombre corresponden a Kenya National Museum (ahora conocido como National Museums of Kenya) y ER al yacimiento paleontológico del este del lago Turkana, East [lago] Rudolf (antiguo nombre del lago Turkana).

## Descubrimiento y datación
En un radio de algo más de 10 km del sitio donde se halló KNM-ER 1470, el holotipo de H. Rudolfensis, fueron encontrados tres fósiles: en 2007 una parte de una mandíbula inferior, KNM-ER 62003, con una edad geológica estimada de 1,90-1,95 millones de años; en 2008 un cráneo parcial, KNM-ER 62000, con una edad geológica estimada de 1,91-1,95 millones de años, y; en 2009 una mandíbula conocida como KNM-ER 60000, con una edad geológica estimada de 1,78-1,87 millones de años.

## Descripción
Homo rudolfensis tenía un paladar en forma de U, con caninos enfrentados a la parte delantera de la mandíbula, en lugar de alineados a los lados de un paladar en forma de V, como Homo habilis.

### KNM-ER 62003
KNM-ER 62003, hallada en 2007, es un fragmento pequeño de mandíbula con alguna de las piezas dentales.

### KNM-ER 62000
KNM-ER 62000, hallada en 2008, es parte de una cara, incluyendo el paladar y algunos dientes y alveolos, hueso cigomático y otras partes, bastante bien conservado y perteneciente a un adulto o un joven. tiene un gran parecido con KNM-ER 1470, aunque de un tamaño inferior.

### KNM-ER 60000
KNM-ER 60000, hallada en 2009, es la mandíbula inferior más completa de las primeras especies del género Homo descubierta hasta ese momento.
Meave Leakey, en su publicación de 2012 mostró una comparativa de KNM-ER 60000 en posición oclusal con KNM-ER 62000 y con KNM-ER 1802, otra mandíbula de H. rudolfensis, y pudo demostrar que encajaba mejor con KNM-ER 60000 que con la segunda.